# Oxyina javana
Oxyina javana är en insektsart som först beskrevs av Willemse, C. 1955.  Oxyina javana ingår i släktet Oxyina och familjen gräshoppor. Inga underarter finns listade i Catalogue of Life.